# لزران
لزران (به ترکی آذربایجانی: Ləzran) یک منطقهٔ مسکونی در جمهوری آذربایجان است که در شهرستان جلیل‌آباد واقع شده‌است. لزران ۳۴۰ نفر جمعیت دارد.